# Racing Football Club Gonaïves
El Racing Football Club Gonaïves és un club de futbol haitià de la ciutat de Gonaïves.

## Palmarès
- Campionat Nacional: [3]
  - 2008 Cl, 2016 Ob
- Trophée des Champions d'Haïti: [4]
  - 2016